# St.-Mauritius-Kapelle (Nordschwaben)

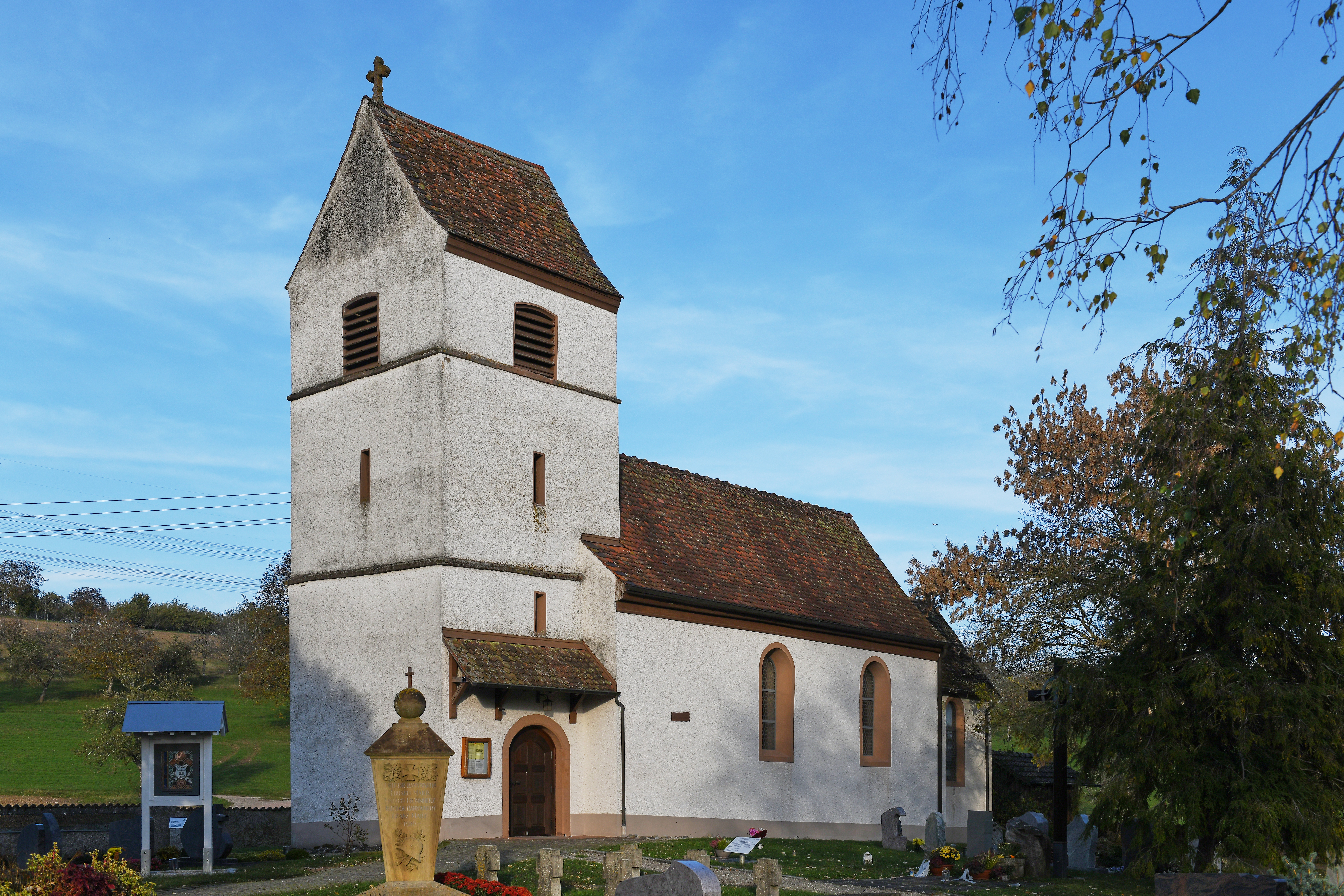
Die Mauritiuskapelle (2020)

Die St.-Mauritius-Kapelle ist eine Kapelle auf der Gemarkung von Nordschwaben, einem Stadtteil von Rheinfelden (Baden) im Landkreis Lörrach. Der Ort Nordschwaben und die wenige hundert Meter vom Ort entfernte Mauritiuskapelle befinden sich auf einer Höhenlage des Dinkelbergs. An die Kapelle grenzt der Friedhof von Nordschwaben.

## Geschichte und Beschreibung
Bereits im Jahr 1307 erwähnt, wird das Gotteshaus 1493 als Filialkapelle bezeichnet. Im Dreiländermuseum in Lörrach befindet sich das Original einer Reliquienbüste, die am Giebel der Kapelle angebracht war. Die verwitterte Büste zeigt einen Ritter aus der Zeit von Rudolf von Habsburg.
Der älteste Teil der dem hl. Mauritius geweihten Kapelle ist der gotische Chorraum, der wohl aus dem 15. Jahrhundert stammt. Damit gehört die Kapelle zu den ältesten Gebäuden in Rheinfelden. Aus dem Spätmittelalter stammt der viereckige Westturm mit Satteldach, an den sich das im Jahr 1733 neu erbaute einfache Langhaus mit Rundbogenfenstern und eckigem Choranbau anschließt. Der barocke Hochaltar stammt aus dem Jahr 1770. Er enthält Wandfresken, die um 1500 entstanden sind. Sie wurden anlässlich einer Restaurierung 1940 freigelegt. 1956 wurde die Mauritius-Kapelle umfassend renoviert.
Die Kirche verfügt über eine Orgel der Firma Mönch Orgelbau mit sieben klingenden Registern aus dem Jahr 1988. Die Disposition lautet:
| Manual C–g3    |        |
| Bourdon        | 8′     |
| Praestant      | 4′     |
| Rohrflöte      | 4′     |
| Nazard         | 2 ⁄3′  |
| Doublette      | 2′     |
| Tierce         | 1 3⁄5′ |
| Larigot        | 1 ⁄3′  |
| Kanaltremulant |        |

| Pedal C–f1     |
| fest gekoppelt |

In der Kapelle finden gelegentlich katholische und evangelische Gottesdienste statt. Sie gehört zur katholischen Seelsorgeeinheit Rheinfelden.
Zwischen der Mauritiuskapelle und dem Unterdorf wurde 2010 ein Skulpturenweg (Nordschwöbner Skulpturenwegli) eingeweiht. Auf dem Weg Im Brünnle zwischen Dorf und  Mauritiuskapelle werden sechs Skulpturen von Rheinfelder Künstlern präsentiert.